# 万協フィギュア博物館
万協フィギュア博物館（ばんきょうフィギュアはくぶつかん）は、三重県多気郡多気町にある私設企業博物館。
松阪・紀勢界隈まちかど博物館運営協議会の38館目として認定されている。

## 概要
万協製薬の代表取締役社長で館長である松浦信男が収集したフィギュア約30,000体を展示する博物館で、2014年（平成26年）5月に開館した。入館料は1000円で、年間入場者は5千人にのぼる。
博物館の開設以前は、自宅の敷地内に設置した倉庫に保管していたが手狭になり、2014年3月に竣工したばかりの万協製薬第三工場内に移設したもの。館内にはフィギュアコレクションのほか、記念写真やコスプレ写真の撮影も可能なレンタルスタジオやミュージアムショップなどを併設している。

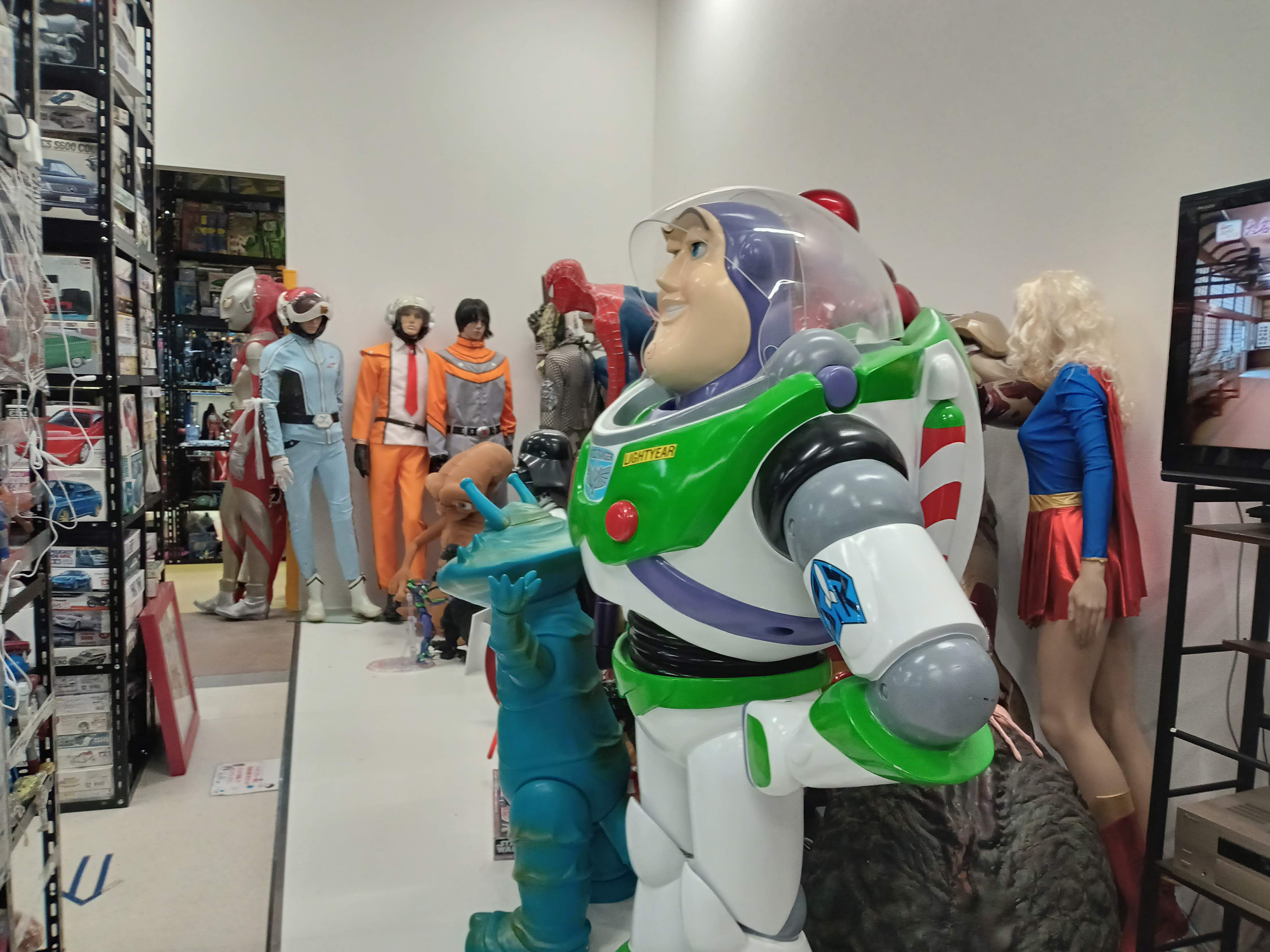

また、多気町商工会主催のコスプレイベント「おたコス」の会場としても利用されている。

## 交通アクセス
- JR紀勢本線「相可駅」より徒歩約15分[1]
- 伊勢自動車道「勢和多気IC」から車で約10分[1]